# Autovia del Cantàbric
L'Autovia del Cantàbric o A-8 és una via de comunicació per terra de doble carril i sentit que va per la zona del Cantàbric, paral·lela a la mar, des de Bilbao a Baamonde, municipi de Begonte (província de Lugo) on segueix amb l'A-6 cap a La Corunya. Té una llargada de 455 km. Es va inaugurar el 1995. Va suposar una gran millora en la comunicació de Cantàbria amb Bilbao, la Vall de l'Ebre i la frontera francesa. També s'ha considerat un dels elements claus del desenvolupament de l'economia basca.
Encara que oficialment és la Autovía del Cantábrico, té totes les característiques d'una autopista. No obstant l'autopista (de peatge) AP-9 s'acaba a Bilbao i només passa a ser gratuïta quan surt d'Euskadi i entra a altres comunitats.
A Torrelavega l'A-8 enllaça amb l'Autovia de la Meseta (A-67). Passa prop de Santander, Gijón i Avilés. A Gijón connecta amb una autovia (A-66) que va a Oviedo i Lleó (i d'Oviedo surt l'A-63 que va a Galícia) i amb una altra (AS-1, una autovia regional) que va a Llangréu i segueix fins a enllaçar amb la A-66 i es creua amb una A-9 paral·lela que passa per La Pola Siero.